# Karl Schiedermayr
Karl B. Schiedermayr, auch Carl (* 3. November 1818 in Linz; † 29. Oktober 1895 in Kirchdorf an der Krems) war ein österreichischer Arzt und Botaniker. Seltener wurde sein Name auch Carl Schiedermayr geschrieben; sein Namenskürzel lautet Schied.

## Leben

### Als Arzt
Karl Schiedermayr wurde am 3. November 1818 als Sohn des seit 1804 hier lebenden und aus Bayern stammenden kirchlichen Komponisten und Domorganisten Johann Baptist Schiedermayr der Ältere
(1779–1840) und dessen Ehefrau Barbara Schiedermayr, geborene Eggerstorfer, in Linz geboren. Mit Johann Baptist Schiedermayr der Jüngere , einem Seelsorger und Geistlichen, und Josef Schiedermayr, einem Juristen, und dem Abgeordneten im Paulskirchenparlament Wilhelm Schiedermayer hatte er unter anderem drei Brüder. Selbst besuchte Karl Schiedermayr nach der Normalhauptschule ab den frühen 1830er Jahren ein Linzer Gymnasium, ehe er in der vierten Klasse als Konvikts-Stipendist in das Stiftsgymnasium Kremsmünster, wo P. Marian (Wolfgang) Koller sein Interesse für die Naturwissenschaften weckte, wechselte. Nach seinem Abschluss mit Auszeichnung vom Stiftsgymnasium studierte er von Oktober 1837 bis 1841 Medizin an der Universität Wien und erhielt im Jahre 1843 die Titel Dr. med. und Mag. obstet., den Magistertitel in Geburtshilfe. 1844 folgte die Promotion zum Dr. chir. An der Universität zeigte er sich vor allem durch Vorlesungen von Stephan Ladislaus Endlicher, von der Lehrkanzel der Botanik, aber auch von Vorträgen der Chemiker Adolf Martin Pleischl und Josef Redtenbacher begeistert.
Nach seiner Spitalspraxis am AKH Wien kehrte er im Jahre 1845 zurück nach Linz, wo er als Armenarzt, sowie am Blinden- und Taubstummeninstitut tätig war. In weiterer Folge übersiedelte er im Oktober 1849 nach Kirchdorf, wo er von 1853 bis 1871 als provisorischer Bezirksarzt praktizierte. Dabei zeichnete er sich vor allem bei der Blattern und Cholera-Epidemie im Jahre 1855 aus. Im Jahre 1871 wurde er zum landesfürstlichen Bezirksarzt der politischen Bezirke Kirchdorf an der Krems und Steyr. Drei Jahre später war er Bezirksarzt der Statutarstadt Linz und des politischen Bezirks Perg mit Sitz in Linz und wurde noch im gleichen Jahr zum substituierenden Landessanitätsreferenten für Oberösterreich ernannt. Am 25. März 1875 wurde er zum Statthaltereirat und offiziellen Landessanitätsreferenten für Oberösterreich ernannt, ehe er am 8. Juni 1890 in den Ruhestand ging. Weiters war er Korrespondent der meteorologischen Zentralanstalt und Mitglied mehrerer naturwissenschaftlicher Gesellschaften und Vereine.

### Als Botaniker
Nachdem er sich bereits seit seiner Schul- bzw. Studienzeit mit Botanik beschäftigt hatte, schloss er sich im Juni 1844 nach der Promotion und der abgelegten Spitalspraxis den Botanikern Brittinger, Hinterhuber  und Franz Sailer an und erkundete die heimische Flora. Bald darauf kamen Ende der 1840er bzw. in den 1850er Jahren weitere Botaniker wie Franz Aspöck, Johann Baptiste Duftschmid, P. Gotthard Hinterberger, Hofstätter, von Mörl, Franz Oberleitner, Ignaz Sigismund Pötsch, Robert Rauscher, Anton Eleutherius Sauter, sowie die Professoren Kermer und Friedrich Simony, sowie weitere Botaniker hinzu, die sich ebenfalls um die Landeserforschung und die heimische Fauna bemühten. Dabei entstand auch eine Freundschaft mit dem Geologen Franz Carl Ehrlich vom Museum Francisco-Carolinum und eine Bekanntschaft mit dem Botaniker Josef Ritter von Mor auf Suneg und Morberg. Im Jahre 1849 trat er erstmals wissenschaftlich einer wissenschaftlichen Arbeit über Die Vegetationsverhältnisse in der Umgebung von Linz an die Öffentlichkeit, woraufhin er vom Francisco-Carolinum als Referent für Botanik in den Verwaltungsausschuss gewählt und mit der Ordnung des Herbars beauftragt wurde.
1856 nahm er die Verbindung zum aus Böhmen stammenden Mediziner und Botaniker Ignaz Sigismund Pötsch auf und begann mit diesem eine systematische Aufzeichnung der oberösterreichischen Kryptogamen. Hierbei widmete er sich im Speziellen der Bearbeitung der Algen und Pilze und Pötsch der Bearbeitung der Flechten, Moose und Farne. 1872 erschien in Zusammenarbeit mit I. S. Pötsch das Hauptwerk Schiedermayrs, die Systematische Aufzählung der im Erzherzogthume Oesterreich ob der Enns bisher beobachteten samenlosen Pflanzen (Kryptogamen), das von der k. k. zoologisch-botanischen Gesellschaft in Wien herausgegeben wurde. Weiters unterhielt er Kontakte zum Mediziner und Botaniker Anton Eleutherius Sauter, zum Beamten, Lokalhistoriker, Schriftsteller und Botaniker Ludwig Heufler von Hohenbühel, sowie zu diversen anderen Botanikern. Vor allem durch Sauter, dem damaligen Kreisarzt von Steyr und Nestor der österreichischen Kryptogamenforschung, kam er zu seinem Hauptgebiet, der Kryptogamenforschung.
Ab 1847 trat er als Ausschussmitglied des Musealvereins Francisco-Carolinum in Linz in Erscheinung und war ab 1890 Ehrenmitglied des Museums. Ab 1881 war er zudem Präses des Vereins für Naturkunde in Österreich ob der Enns (Oberösterreich). Verdient machte er sich vor allem um die Erforschung der bereits genannten Kryptogamen, befasste sich jedoch auch mit Blütenpflanzen. Gleich mehrere von ihm, aber auch von anderen Botanikern entdeckte Pflanzenarten tragen seinen Namen. Außerdem machte er sich durch das Sammeln und Ordnen von paläontologischen Material verdient. Seine reichhaltige botanische Sammlung sowie seine umfangreiche Bibliothek befinden sich heute im Oberösterreichischen Landesmuseum in seiner Heimatstadt Linz. Neben den erwähnten botanischen Studien nahm er auch mikroskopische Untersuchungen des Wassers der Donau, sowie der Brunnen in Linz vor, die den Bau der 1893 eröffneten Linzer Wasserleitung anregten. Noch zeitlebens erhielt er vom Geistlichen und Botaniker Franz de Paula Stieglitz einen Teil dessen mehr als 400 Arten umfassenden Flechtenherbars, der Großteil dieses Herbariums ging nach dem Tod von Stieglitz an das Stift Kremsmünster.

### Als Musiker
Durch seine Familie, der Vater Johann Baptist der Ältere war Komponist und Organist, der Großvater Johann Georg Schiedermayr ein Schullehrer und Musiker, der Onkel Georg Schiedermayr ebenfalls ein Organist und der Onkel Franz Xaver Schiedermayr ein Lehrer und Komponist, kam auch Karl Schiedermayr mit seinen Brüdern zur Musik. Der als musikalisch begabt geltende Karl Schiedermayr gehörte unter anderem im Jahre 1845 zu den Gründungsmitgliedern des Männergesangsvereins Linz (genannt Liedertafel Frohsinn) und schuf im Jahre 1852 die Liedertafel Kirchdorf, bei der er auch als deren erster Chormeister fungierte. Wenige Tage vor seinem 77. Geburtstag starb Schiedermayr nach langer, schwerer Krankheit am 29. Oktober 1895 in Kirchdorf, wo er bis zuletzt lebte und von wo aus er im Herbst 1893 noch einen umfangreichen Nachtrag seines Hauptwerkes herausbrachte.

## Ehrungen

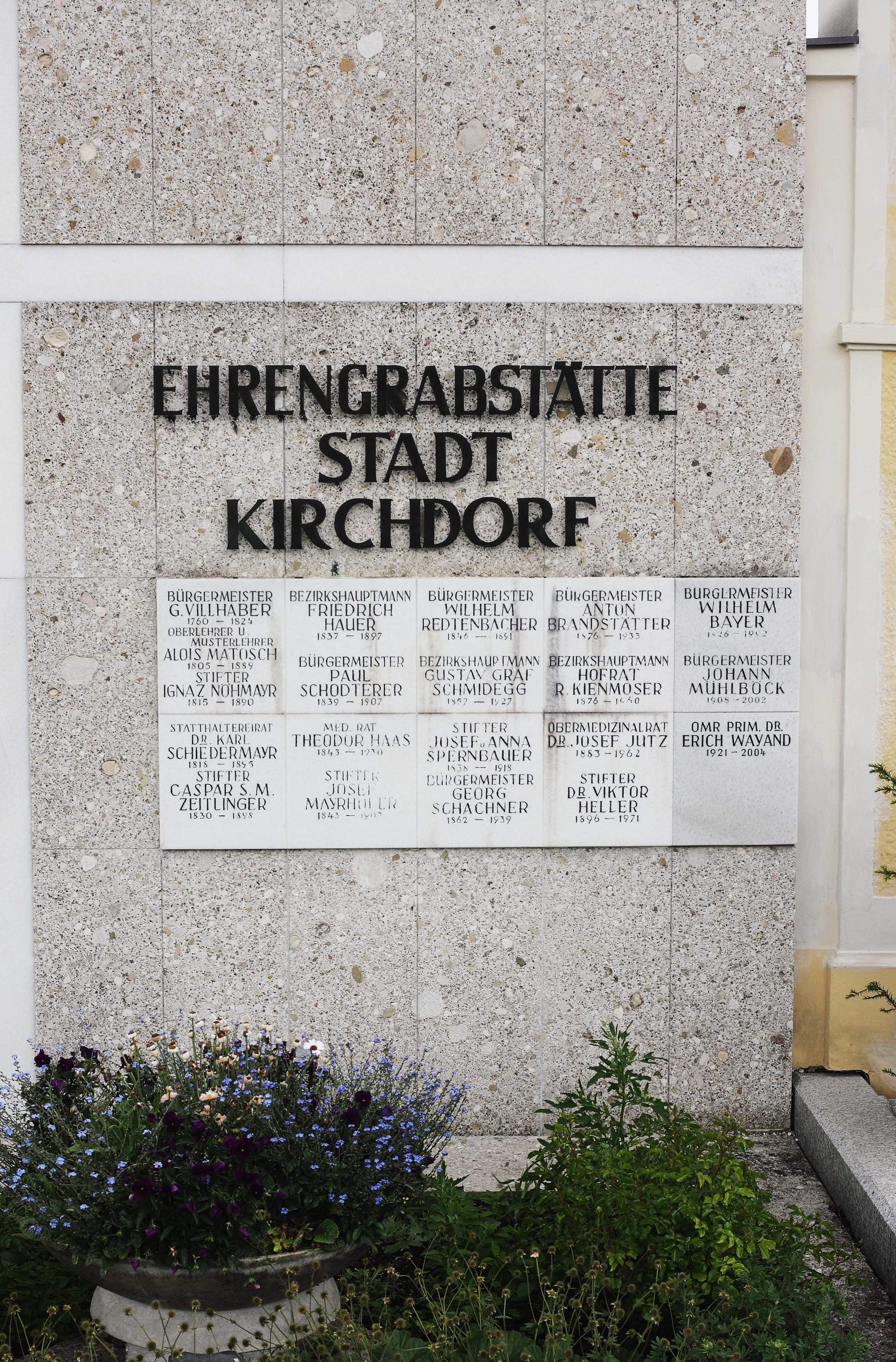
Ehrengrabstätte in Kirchdorf (zweite Reihe, erste Tafel)

In Linz ist seit 1954 der Schiedermayrweg, in unmittelbarer Nähe zur Gugl in seiner Heimatstadt Linz, nach ihm benannt. In unmittelbarer Nähe zum Landeskrankenhaus Kirchdorf an der Krems befindet sich die ebenfalls nach ihm benannte Schiedermayrstraße. Weiters ist er Ehrenbürger von Micheldorf in Oberösterreich und seit 1937 von Kirchdorf an der Krems, wo er lange Jahre lebte, arbeitete und seinen Lebensabend verbrachte.
Sein Grab befindet sich am Friedhof der Stadtpfarrkirche Sankt Gregor in der Ehrengrabstätte Stadt Kirchdorf.